# The Tallest Man on Earth
Крістіан Матссон (швед. Kristian Matsson; нар. 30 квітня 1983, Даларна, Швеція) — шведський англомовний інді-фолк виконавець та автор пісень, відомий під сценічним ім'ям The Tallest Man on Earth. Працює з американським лейблом ANTI-.

## Біографія
Крістіан Матссон з 9 років вчився грати на кларнеті та гітарі, але до 18 років не відчував сильного тяжіння до створення музики, захоплювався більше скейтбордингом.
На поезію та спів Крістіана беззаперечно вплинув ранній Боб Ділан, Нік Дрейк та Піт Сіґер. Матссон знаходив натхнення у краєвидах поблизу міста Фалун, де він жив.
Розпочав музичну кар'єру як вокаліст шведського фолк-рок гурту Montezumas, але у 2006 році починає сольну діяльність під псевдонімом The Tallest Man on Earth, випустивши одноіменний міні-альбом. У 2008 році випускає свій перший повноцінний альбом під назвою Shallow Grave.
Матссон часто змінює місця свого проживання. Так у 2020 році, після кількох років, які вин провів у Брукліні (Нью-Йорк), він переїжджає до своєї ферми у Швеції, де під час пандемії пише тексти пісень та вирощує овочі.
Грає на гітарі, банджо та клавішних.

## Дискографія

### Студійні альбоми
- 2008: Shallow Grave
- 2010: The Wild Hunt
- 2012: There's No Leaving Now
- 2015: Dark Bird Is Home
- 2019: I Love You. It's a Fever Dream.
- 2022: Too Late for Edelweiss
- 2023: Henry St.

### Міні-альбоми
- 2006: The Tallest Man on Earth
- 2010: Sometimes the Blues Is Just a Passing Bird
- 2017: Сумісний міні-альбом з американським гуртом yMusic[en]
- 2018: When the Bird Sees the Solid Ground

### Сингли
- 2008: The Gardener
- 2008: Pistol Dreams
- 2010: The Wild Hunt
- 2010: The King of Spain
- 2010: The Dreamer
- 2011: Weather of a Killing Kind
- 2012: 1904
- 2015: Sagres
- 2015: Dark Bird Is Home
- 2016: Time of the Blue
- 2016: Rivers
- 2018: An Ocean
- 2018: Somewhere in the Mountains, Somewhere in New York
- 2018: Forever is a Very Long Time
- 2018: Down in My Heart
- 2018: Then I Won't Sing No More
- 2019: The Running Styles of New York
- 2019: I'm a Stranger Now
- 2023: Every Little Heart
- 2023: Henry St.